# Bando (artiste graffiti)
Pour les articles homonymes, voir Lehman et Bando.
 (septembre 2010).
Si vous disposez d'ouvrages ou d'articles de référence ou si vous connaissez des sites web de qualité traitant du thème abordé ici, merci de compléter l'article en donnant les références utiles à sa vérifiabilité et en les liant à la section « Notes et références ».
Philippe Lehman, dit Bando, né en 1965 à Paris, est un graffiteur parisien des années 1980-1990 et un producteur de disques. Issu d'une famille aisée, il grandit à Paris. Il est le petit-fils de l'un des fondateurs de la banque d'investissement Lehman Brothers. 

## Le précurseur

Graffiti de Bando sur les quais de la Seine, en 1985

Il découvre le graffiti à New York grâce à Soy TWA  et subit l'influence de Seen et de Dondi White. En France, il fonde le Bomb Squad 2 en 1983. Il rencontre à Paris le hollandais Shoe, qui remarque certains de ses graffitis, puis les TCA (The Chrome Angels), un collectif britannique dont le membre le plus célèbre, Mode 2, s'est ensuite installé à Paris et a peint avec Bando. Bando a peint avec Scam, Colt, Wizard (qui peignait des personnages à côté des lettrages de Bando avant l'arrivée de Mode 2), Squat, Boxer, et de nombreux autres. Bando a incité quelques artistes new-yorkais à venir à Paris tels que JonOne, qui avait auparavant rencontré la styliste parisienne Gigi à New York. Disposant déjà d'une certaine notoriété hors de Paris, le talent de Bando s'est imposé mondialement à la suite de la publication du livre Spraycan Art, en 1987. Bando est connu à la fois pour la forte personnalité des formes de ses lettrages, pour la profusion de ses œuvres, pour sa précision maniaque, et enfin, pour son intégrité vis-à-vis de la rue — ayant refusé de faire une carrière de peintre sur toile, notamment.
Bando comptait parmi les artistes représentés dans le musée du Graffiti à Paris, L'Aérosol - Maquis-art Hall of Fame organisé par maquis-art. Il est un personnage secondaire du troisième épisode de la série télévisée Le Monde de demain, pour laquelle il a accepté que les décorateurs reproduisent ses graffitis « à condition qu’il n’y ait aucune coulure, que ce soit nickel ».

## La musique
Au début des années 1990, il se lance dans la production musicale avec le label Pure Records, fondé avec Aldo Rosati et compilant des titres de musique funk. Il part ensuite pour New York où il crée un nouveau label, Desco Records, avec Gabe Roth. Les goûts différents des deux associés les poussent à se séparer : tandis que Roth aime la soul claire aux cuivres brillants, Lehman cherche à obtenir le son d'une musique brute. Chacun part donc de son côté, Roth monte Daptone Records tandis que Bando monte le label Soul Fire Records.